# 제갈경
제갈경(諸葛京, 247년? ~ ? )은 촉한(蜀漢)의 승상 제갈량(諸葛亮)의 아들 제갈첨(諸葛瞻)의 차남이다.
면죽관 전투에서 아버지와 형 제갈상(諸葛尙)이 쓰러지자 멀리 북쪽 하동(河東) 땅으로 피해 제갈공명의 가계를 이어갔다. 일설에는 그에게 또다른 동생 제갈선우(諸葛宣宇)가 있어 함께 도망쳤다고 하지만, 정설이 아니다.

## 제갈경의 친족관계

### 관련 인물
제갈각　제갈교　제갈규　제갈균　제갈근　제갈량

제갈반　제갈정　제갈첨　제갈탄　제갈풍　제갈회